# Daran Boonyasak
Daran Boonyasak (Thai: ดารัณ บุญยศักดิ์; RTGS: Daran Bunyasak) ou Sinitta Boonyasak (Thai: สินิทธา บุญยศักดิ์; RTGS: Sinittha Bunyasak), surnommée Noon (นุ่น), née le 05 juin 1979 à Bangkok, est une actrice thaïlandaise,.
C'est la sœur ainée de Chermarn Boonyasak.

## Filmographie
- 2003 : Last Life in the Universe (เรื่องรัก น้อย นิด มหาศาล) - Noi[4]
- 2006 : Bite of Love (ข้าวเหนียวหมูปิ้ง) - Bee (Mère)
- 2009 : A Moment in June - Bride